# Digby Martland

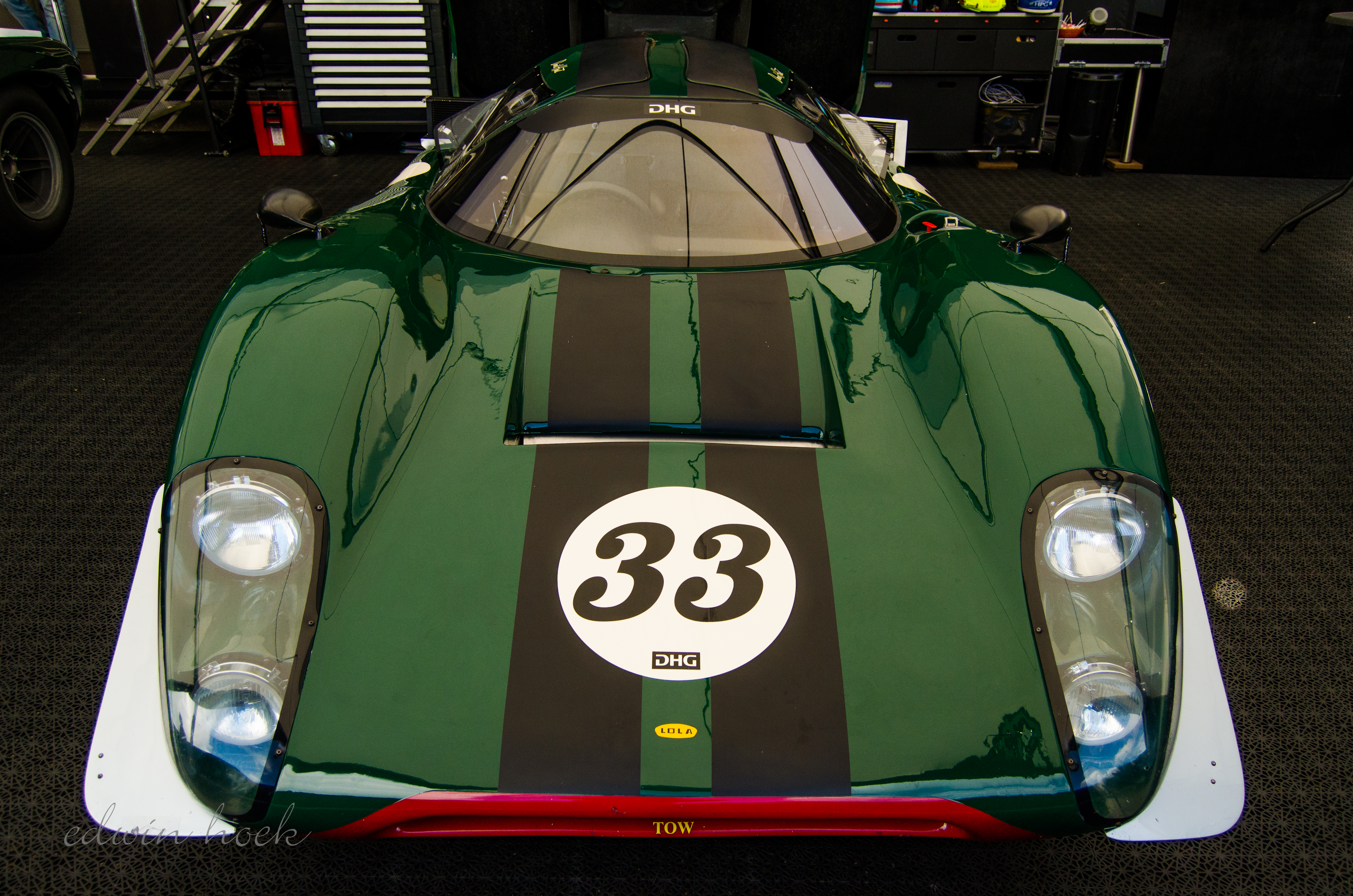
Der Lola T70 mit dem Digby Martland 1969 Sportwagenrennen bestritt

Walker Miles Digby Martland (* 9. November 1942 in Stockport) ist ein ehemaliger britischer Autorennfahrer.

## Karriere
Digby Martland feierte in der zweiten Hälfte der 1960er-Jahre Erfolge als Sportwagenpilot. Eng verbunden ist der Name Martland mit Rennfahrzeugen von Chevron, mit denen er fast ausschließlich an den Start ging. Zwischen 1965 und 1970 gelangen ihm sieben Gesamt- und fünf Klassensiege.
Seinen ersten Sieg sicherte er sich 1966 auf einem Chevron B3 bei einem nationalen Rennen im Oulton Park, den letzten auf derselben Rennstrecke 1967 auf einem B6. Dazwischen bestritt er sowohl nationale als auch internationale Veranstaltungen.
Er ging beim 24-Stunden-Rennen von Daytona, in Le Mans und bei fast allen wichtigen europäischen Langstreckenrennen der 1960er-Jahre an den Start.

## Statistik

### Le-Mans-Ergebnisse
| Jahr | Team                            | Fahrzeug    | Teamkollege | Platzierung | Ausfallgrund         |
| ---- | ------------------------------- | ----------- | ----------- | ----------- | -------------------- |
| 1968 | John Woolfe Racing              | Chevron B12 | John Woolfe | Ausfall     | Überhitzter Zylinder |
| 1970 | Paul Watson Racing Organisation | Chevron B16 | Clive Baker | Ausfall     | Federbruch           |

### Einzelergebnisse in der Sportwagen-Weltmeisterschaft
| Saison | Team            | Rennwagen                         | 1   | 2   | 3   | 4   | 5   | 6   | 7   | 8   | 9   | 10  | 11  | 12  | 13  | 14  |
| ------ | --------------- | --------------------------------- | --- | --- | --- | --- | --- | --- | --- | --- | --- | --- | --- | --- | --- | --- |
| 1967   | Robert Ashcroft | Chevron B6                        | DAY | SEB | MON | SPA | TAR | NÜR | LEM | HOK | MUG | BRH | CCE | ZEL | OVI | NÜR |
| 1967   | Robert Ashcroft | Chevron B6                        |     |     |     |     |     | 9   |     |     |     | 15  |     |     |     |     |
| 1968   | Chevron Cars    | Chevron B6 Chevron B8 Chevron B12 | DAY | SEB | BRH | MON | TAR | NÜR | SPA | WAT | ZEL | LEM |     |     |     |     |
| 1968   | Chevron Cars    | Chevron B6 Chevron B8 Chevron B12 | DNF |     | 8   |     |     |     |     |     |     | DNF |     |     |     |     |
| 1969   | P. S. McNally   | Porsche 910                       | DAY | SEB | BRH | MON | TAR | SPA | NÜR | LEM | WAT | ZEL |     |     |     |     |
| 1969   | P. S. McNally   | Porsche 910                       | 12  |     |     |     |     |     |     |     |     |     |     |     |     |     |
| 1970   | Digby Martland  | Chevron B16                       | DAY | SEB | BRH | MON | TAR | SPA | NÜR | LEM | WAT | ZEL |     |     |     |     |
| 1970   | Digby Martland  | Chevron B16                       |     |     | DNF |     |     |     |     | DNF |     |     |     |     |     |     |